# Pet River
Der Pet River ist ein Fluss im Nordwesten des australischen Bundesstaates Tasmanien.

## Geografie

### Flusslauf
Der etwas mehr als 15 Kilometer lange Pet River entspringt rund vier Kilometer südlich der Kleinstadt Highclere, ungefähr drei Kilometer nordöstlich des Guide Reservoirs. Von dort fließt er nach Nord-Nordosten und durchfließt bei der Kleinstadt Ridgley das Pet Reservoir. Etwa vier Kilometer nordnordöstlich der Stadt mündet der Pet River in den Emu River.

### Nebenflüsse mit Mündungshöhen
Er hat folgende Nebenflüsse:
- Darling River – 185 m

### Durchflossene Stauseen
Er durchfließt folgende Stauseen:
- Pet Reservoir – 270 m